# كونستانس هوارد
كونستانس هوارد (بالإنجليزية: Constance Howard)‏ هي ممثلة أمريكية، ولدت في 4 أكتوبر 1906 بأوماها في الولايات المتحدة، وتوفيت في 7 ديسمبر 1980 بمقاطعة سان دييغو في الولايات المتحدة.

## وصلات خارجية
- كونستانس هوارد على موقع IMDb (الإنجليزية)
- كونستانس هوارد على موقع قاعدة بيانات الفيلم (الإنجليزية)